# Peridroma perturbata
Peridroma perturbata är en fjärilsart som beskrevs av Hermann Hacker. Peridroma perturbata ingår i släktet Peridroma och familjen nattflyn. Inga underarter finns listade i Catalogue of Life.